# Calciatori della nazionale rumena
Questa è l'elenco dei calciatori con almeno una presenza nella Nazionale di calcio della Romania. In  grassetto sono indicati i calciatori ancora in attività.
Statistiche aggiornate al 16 ottobre 2013.
| Nome                    | Presenze | Reti | Esordio | Ultima partita |
| ----------------------- | -------- | ---- | ------- | -------------- |
| Stere Adamache          | 7        | -?   | 1970    | 1972           |
| Gheorghe Albu           | 42       | 0    | 1931    | 1938           |
| Ion Alecsandrescu       | 5        | 0    | 1956    | 1959           |
| Dan Alexa               | 6        | 2    | 2004    | 2011           |
| Vasile Alexandru        | 8        | 0    | 1958    | 1965           |
| Marius Alexe            | 8        | 0    | 2011    | 2013           |
| Marian Aliuță           | 5        | 0    | 2001    | 2008           |
| Florian Ambru           | 1        | 0    | ?       | ?              |
| Dan Anca                | 7        | 0    | ?       | ?              |
| Ioan Andone             | 55       | 2    | 1981    | 1990           |
| Marin Andrei            | 4        | 0    | ?       | ?              |
| Adalbert Androvits      | 7        | 0    | ?       | ?              |
| Stelian Anghel          | 2        | 0    | ?       | ?              |
| Vasile Anghel           | 5        | 0    | ?       | ?              |
| Teodor Anghelini        | 22       | 0    | 1974    | 1979           |
| Liviu Antal             | 1        | 0    | 2011    | 2011           |
| Dumitru Antonescu       | ?        | ?    | ?       | ?              |
| Alexandru Apolzan       | ?        | ?    | ?       | ?              |
| Iulian Apostol          | 7        | 1    | 2009    |                |
| Justin Apostol          | ?        | ?    | ?       | ?              |
| Ion Atodiresei          | ?        | ?    | ?       | ?              |
| Ioan Auer               | ?        | ?    | ?       | ?              |
| Ionel Augustin          | 34       | 3    | 1978    | 1986           |
| Ștefan Auer             | 2        | 3    | 1926    | 1927           |
| Sorin Avram             | ?        | ?    | ?       | ?              |
| Petre Babone            | ?        | ?    | ?       | ?              |
| Eugen Baciu             | 1        | 0    | 2002    | 2002           |
| Gheorghe Bacut          | ?        | ?    | ?       | ?              |
| Alexandru Badea         | ?        | ?    | ?       | ?              |
| Pavel Badea             | 9        | 2    | 1990    | 1992           |
| Petru Badeantu          | ?        | ?    | ?       | ?              |
| Valentin Bădoi          | 10       | 0    | 2005    | 2006           |
| Ilie Balaci             | 65       | 8    | 1974    | 1986           |
| Lucian Bălan            | 1        | 0    | 1987    | 1987           |
| Tiberiu Bălan           | 7        | 0    | 2005    | 2011           |
| Cristian Bălgrădean     | 1        | 0    | 2011    | 2011           |
| Gavril Balint           | 34       | 14   | 1982    | 1992           |
| Stefan Balint           | ?        | ?    | ?       | ?              |
| Iuliu Baratky           | 20       | 13   | 1933    | 1940           |
| Constantin Barbu        | ?        | ?    | ?       | ?              |
| Ion Barbu               | 7        | 0    | 1966    | 1968           |
| Ștefan Barbu            | 7        | 0    | 1927    | 1930           |
| Andrei Bărbulescu       | 3        | 0    | 1935    | 1938           |
| Ilie Bărbulescu         | 5        | 0    | 1979    | 1987           |
| Cosmin Bărcăuan         | 8        | 2    | 2000    | 2004           |
| Carol Bartha            | ?        | ?    | ?       | ?              |
| Iosif Bartha            | 11       | 0    | 1922    | 1927           |
| Florin Bătrânu          | ?        | ?    | ?       | ?              |
| Zoltán Beke             | 6        | 0    | 1931    | 1938           |
| Aurel Beldeanu          | ?        | ?    | ?       | ?              |
| Miodrag Belodedici      | 55       | 5    | 1984    | 2000           |
| Marius Beraru           | ?        | ?    | ?       | ?              |
| Marius Bilașco          | 5        | 0    | 2010    | 2010           |
| Silviu Bindea           | 27       | 11   | 1932    | 1942           |
| Vichentie Birau         | ?        | ?    | ?       | ?              |
| Imre Biro               | ?        | ?    | ?       | ?              |
| Florea Birtasu          | ?        | ?    | ?       | ?              |
| Alexandru Boc           | ?        | ?    | ?       | ?              |
| Gheorghe Bodo           | ?        | ?    | ?       | ?              |
| Iuliu Bodola            | 48       | 30   | 1931    | 1939           |
| Ioan Bogdan             | 12       | 3    | 1937    | 1942           |
| Mugur Bolohan           | ?        | ?    | ?       | ?              |
| László Bölöni           | 102      | 23   | 1975    | 1988           |
| Nicolae Bonciocat       | 2        | 0    | 1923    | 1924           |
| Tiberiu Bone            | ?        | ?    | ?       | ?              |
| Ludovic Bonyhadi        | ?        | ?    | ?       | ?              |
| Alexandru Borbil        | ?        | ?    | ?       | ?              |
| Iuliu Borbil            | ?        | ?    | ?       | ?              |
| Aurel Boros             | ?        | ?    | ?       | ?              |
| Fransisc Boros          | ?        | ?    | ?       | ?              |
| Gabriel Bostina         | ?        | ?    | ?       | ?              |
| Alexandru Bourceanu     | 27       | 0    | 2009    | 2014           |
| Laurentiu Bozesan       | ?        | ?    | ?       | ?              |
| Gheorghe Brandabura     | 4        | 0    | 1937    | 1938           |
| Octavian Branzei        | ?        | ?    | ?       | ?              |
| Vasile Bratianu         | ?        | ?    | ?       | ?              |
| Florin Bratu            | 14       | 2    | 2003    | 2008           |
| Iosif Brauchler         | ?        | ?    | ?       | ?              |
| Ladislau Brosovschi     | ?        | ?    | ?       | ?              |
| Gheorghe Bucur          | 26       | 4    | 2005    |                |
| Mugurel Buga            | 6        | 1    | 2006    | 2007           |
| Cornel Bugariu          | ?        | ?    | ?       | ?              |
| Romulus Buia            | ?        | ?    | ?       | ?              |
| Arcardie Buibas         | ?        | ?    | ?       | ?              |
| Claudiu Bumba           | 3        | 0    | 2012    | 2015           |
| Adrian Bumbescu         | 15       | 1    | 1986    | 1989           |
| Zeno Bundea             | ?        | ?    | ?       | ?              |
| Lucian Burchel          | ?        | ?    | ?       | ?              |
| Carol Burdan            | ?        | ?    | ?       | ?              |
| Rudolf Burger           | 34       | 0    | 1929    | 1939           |
| Cornel Buta             | 1        | 0    | 2000    | 2000           |
| Gheorghe Cacoveanu      | ?        | ?    | ?       | ?              |
| Petre Cadariu           | ?        | ?    | ?       | ?              |
| Augustin Călin          | 2        | 0    | 1994    | 1996           |
| Valeriu Calinoiu        | ?        | ?    | ?       | ?              |
| Rodion Cămătaru         | 75       | 22   | 1978    | 1990           |
| Septimiu Câmpeanu       | ?        | ?    | ?       | ?              |
| Stelian Carabaș         | ?        | ?    | ?       | ?              |
| Gabriel Caramarin       | ?        | ?    | ?       | ?              |
| Constantin Cârstea      | ?        | ?    | ?       | ?              |
| Florin Cârstea          | ?        | ?    | ?       | ?              |
| Sorin Cârtu             | ?        | ?    | ?       | ?              |
| Gheorghe Ceaușilă       | ?        | ?    | ?       | ?              |
| Florin Cernat           | 14       | 2    | 2002    | 2004           |
| Florin Cheran           | ?        | ?    | ?       | ?              |
| Marius Cheregi          | ?        | ?    | ?       | ?              |
| Alexandru Chifer        | ?        | ?    | ?       | ?              |
| Romulus Chihaia         | ?        | ?    | ?       | ?              |
| Alexandru Chipciu       | 47       | 6    | 2011    |                |
| Vlad Chiricheș          | 57       | 0    | 2011    |                |
| Iulian Chiriță          | 3        | 0    | 1994    | 1994           |
| Vasile Chiroiu          | 9        | 0    | 1931    | 1938           |
| Cristian Chivu          | 75       | 3    | 1999    | 2011           |
| Sorin Cigan             | ?        | ?    | ?       | ?              |
| Liviu Ciobotariu        | 32       | 3    | 1997    | 2001           |
| Gheorghe Ciolac         | 24       | 13   | 1928    | 1937           |
| Horatiu Cioloboc        | ?        | ?    | ?       | ?              |
| Vasile Cipcigan         | ?        | ?    | ?       | ?              |
| Nita Cireasa            | ?        | ?    | ?       | ?              |
| Daniel Ciuca            | ?        | ?    | ?       | ?              |
| Răzvan Cociș            | 49       | 2    | 2005    | 2012           |
| Ion Codrea              | 1        | 0    | 1972    | 1972           |
| Paul Codrea             | 44       | 1    | 2000    | 2010           |
| Teofil Codreanu         | ?        | ?    | ?       | ?              |
| Dan Coe                 | 41       | 2    | 1963    | 1971           |
| Dănuț Coman             | 14       | -?   | 2005    | 2009           |
| Gigel Coman             | ?        | ?    | ?       | ?              |
| Narcis Coman            | 12       | -13  | 1967    | 1978           |
| Gheorghe Constantin     | 39       | 12   | 1956    | 1967           |
| Marius Constantin       | 4        | 0    | 2004    | 2009           |
| Gheorghe Constantinescu | ?        | ?    | ?       | ?              |
| Mircea Constantinescu   | ?        | ?    | ?       | ?              |
| Florin Constantinovici  | ?        | ?    | ?       | ?              |
| Cosmin Contra           | ?        | ?    | ?       | ?              |
| Vasile Copil            | ?        | ?    | ?       | ?              |
| Sever Coracu            | ?        | ?    | ?       | ?              |
| Marcel Coraș            | 36       | 6    | 1982    | 1988           |
| Vintilă Cossini         | 25       | 0    | 1935    | 1941           |
| Florin Costea           | ?        | ?    | ?       | ?              |
| Lucian Cotora           | ?        | ?    | ?       | ?              |
| Gheorghe Craioveanu     | ?        | ?    | ?       | ?              |
| Aurel Crasnic           | ?        | ?    | ?       | ?              |
| Carol Creiniceanu       | ?        | ?    | ?       | ?              |
| Anghel Creteanu         | ?        | ?    | ?       | ?              |
| Zoltan Crisan           | ?        | ?    | ?       | ?              |
| Gheorghe Cristache      | ?        | ?    | ?       | ?              |
| Adrian Cristea          | 9        | 0    | 2007    | 2011           |
| Andrei Cristea          | 10       | 0    | 2003    | 2010           |
| Tudorel Cristea         | ?        | ?    | ?       | ?              |
| Silvian Cristescu       | ?        | ?    | ?       | ?              |
| Vasile Cristescu        | ?        | ?    | ?       | ?              |
| Iulian Crivac           | ?        | ?    | ?       | ?              |
| Andrei Criza            | ?        | ?    | ?       | ?              |
| Nicolae Cseh            | ?        | ?    | ?       | ?              |
| Ladislau Csillag        | ?        | ?    | ?       | ?              |
| Geza Csomag-Nagy        | ?        | ?    | ?       | ?              |
| Alexandru Cuedan        | 8        | 2    | 1934    | 1938           |
| Costin Curelea          | 1        | 0    | 2012    | 2012           |
| Tiberiu Curt            | ?        | ?    | ?       | ?              |
| Alexandru Custov        | ?        | ?    | ?       | ?              |
| Iosif Czako             | ?        | ?    | ?       | ?              |
| Stefan Czinczer         | ?        | ?    | ?       | ?              |
| Marian Damaschin        | ?        | ?    | ?       | ?              |
| Ovidiu Dananae          | ?        | ?    | ?       | ?              |
| Cristian Dancia         | ?        | ?    | ?       | ?              |
| Ionel Danciulescu       | ?        | ?    | ?       | ?              |
| Iuliu Darok             | ?        | ?    | ?       | ?              |
| Ilie Datcu              | ?        | ?    | ?       | ?              |
| Mircea David            | ?        | ?    | ?       | ?              |
| Nicolae David           | ?        | ?    | ?       | ?              |
| Zoltan David            | ?        | ?    | ?       | ?              |
| Ciprian Deac            | ?        | ?    | ?       | ?              |
| Vasile Deheleanu        | ?        | ?    | ?       | ?              |
| Augustin Deleanu        | ?        | ?    | ?       | ?              |
| Constantin Deleanu      | ?        | ?    | ?       | ?              |
| Emerich Dembrovschi     | ?        | ?    | ?       | ?              |
| Rudolf Demotrovici      | ?        | ?    | ?       | ?              |
| Adalbert Desu           | ?        | ?    | ?       | ?              |
| Simion Deutsch          | ?        | ?    | ?       | ?              |
| Nicolae Dica            | ?        | ?    | ?       | ?              |
| Octavian Dincuta        | ?        | ?    | ?       | ?              |
| Constantin Dinu         | ?        | ?    | ?       | ?              |
| Cornel Dinu             | ?        | ?    | ?       | ?              |
| Constantin Dinulescu    | ?        | ?    | ?       | ?              |
| Stefan Dobay            | ?        | ?    | ?       | ?              |
| Anton Dobos             | ?        | ?    | ?       | ?              |
| Stefan Dobra            | ?        | ?    | ?       | ?              |
| Vasile Dobrau           | ?        | ?    | ?       | ?              |
| Nicolae Dobrin          | ?        | ?    | ?       | ?              |
| Emilian Dolha           | ?        | ?    | ?       | ?              |
| Flavius Domide          | ?        | ?    | ?       | ?              |
| Ioan Dragan             | ?        | ?    | ?       | ?              |
| Alexandru Dragan        | ?        | ?    | ?       | ?              |
| Marin Dragnea           | ?        | ?    | ?       | ?              |
| Zoltan Drescher         | ?        | ?    | ?       | ?              |
| Mircea Dridea           | ?        | ?    | ?       | ?              |
| Helmuth Duckadam        | ?        | ?    | ?       | ?              |
| Cristian Dulca          | ?        | ?    | ?       | ?              |
| Florea Dumitrache       | ?        | ?    | ?       | ?              |
| Iulian Dumitrascu       | ?        | ?    | ?       | ?              |
| Emanoil Dumitrescu      | ?        | ?    | ?       | ?              |
| Florian Dumitrescu      | ?        | ?    | ?       | ?              |
| Ilie Dumitrescu         | ?        | ?    | ?       | ?              |
| Nicolae Dumitrescu      | ?        | ?    | ?       | ?              |
| Dumitru Dumitriu        | ?        | ?    | ?       | ?              |
| Emile Dumitriu          | ?        | ?    | ?       | ?              |
| Florentin Dumitru       | ?        | ?    | ?       | ?              |
| Ion Dumitru             | ?        | ?    | ?       | ?              |
| Nicolae Dumitru         | ?        | ?    | ?       | ?              |
| Nicusor Dumitru         | ?        | ?    | ?       | ?              |
| Gheorghe Dungu          | ?        | ?    | ?       | ?              |
| Augustin Eduard         | ?        | ?    | ?       | ?              |
| Haralambie Eftimie      | ?        | ?    | ?       | ?              |
| Alfred Eisenbeisser     | ?        | ?    | ?       | ?              |
| Alexandru Ene           | ?        | ?    | ?       | ?              |
| Gheorghe Ene            | ?        | ?    | ?       | ?              |
| Francisc Fabian         | ?        | ?    | ?       | ?              |
| Josef Fabian            | 3        | 2    | 1946    | 1946           |
| Andrei Fanici           | ?        | ?    | ?       | ?              |
| Iuliu Farkas            | ?        | ?    | ?       | ?              |
| Zoltan Farmati          | ?        | ?    | ?       | ?              |
| Florea Fatu             | ?        | ?    | ?       | ?              |
| Árpád Fazekas           | ?        | ?    | ?       | ?              |
| Iacob Felecan           | ?        | ?    | ?       | ?              |
| Anton Fernbach-Ferenczi | ?        | ?    | ?       | ?              |
| Iulian Filipescu        | ?        | ?    | ?       | ?              |
| Stefan Filotti          | ?        | ?    | ?       | ?              |
| Mihai Flamaropol        | ?        | ?    | ?       | ?              |
| Daniel Florea           | ?        | ?    | ?       | ?              |
| Gheorghe Florea         | ?        | ?    | ?       | ?              |
| Ion Florea              | ?        | ?    | ?       | ?              |
| George Florescu         | ?        | ?    | ?       | ?              |
| Florian Radu            | 1        | 1    | 1942    | 1942           |
| Todor Florin            | ?        | ?    | ?       | ?              |
| Guido Fodor             | ?        | ?    | ?       | ?              |
| Constantin Fratila      | ?        | ?    | ?       | ?              |
| Carol Frech             | ?        | ?    | ?       | ?              |
| Alexandru Fronea        | ?        | ?    | ?       | ?              |
| Iuliu Alexandru Fuhrman | 1        | 0    | 1923    | 1923           |
| Franz Fronio            | ?        | ?    | ?       | ?              |
| Romulus Gabor           | ?        | ?    | ?       | ?              |
| Vasile Gain             | ?        | ?    | ?       | ?              |
| George Galamaz          | ?        | ?    | ?       | ?              |
| Constantin Gâlca        | ?        | ?    | ?       | ?              |
| Valerica Gaman          | ?        | ?    | ?       | ?              |
| Ionel Gane              | ?        | ?    | ?       | ?              |
| Ionel Ganea             | ?        | ?    | ?       | ?              |
| Liviu Ganea             | ?        | ?    | ?       | ?              |
| Isidor Gansl            | ?        | ?    | ?       | ?              |
| Florin Gardos           | ?        | ?    | ?       | ?              |
| Ilie Garleanu           | ?        | ?    | ?       | ?              |
| Alexandru Geller        | ?        | ?    | ?       | ?              |
| Ion Geolgău             | ?        | ?    | ?       | ?              |
| Dudu Georgescu          | ?        | ?    | ?       | ?              |
| Gheorghe Georgescu      | ?        | ?    | ?       | ?              |
| Mircea Georgescu        | ?        | ?    | ?       | ?              |
| Nicolae Georgescu       | ?        | ?    | ?       | ?              |
| Laszlo Gergely          | ?        | ?    | ?       | ?              |
| Gabor Gerstenmajer      | ?        | ?    | ?       | ?              |
| Cristian Gheorghe       | ?        | ?    | ?       | ?              |
| Daniel Gherasim         | ?        | ?    | ?       | ?              |
| Tiberiu Ghioane         | ?        | ?    | ?       | ?              |
| Sorin Ghionea           | ?        | ?    | ?       | ?              |
| Aristicâ Ghita          | ?        | ?    | ?       | ?              |
| Remus Ghiuritan         | ?        | ?    | ?       | ?              |
| Gabriel Giurgiu         | ?        | ?    | ?       | ?              |
| Victor Giurgiu          | ?        | ?    | ?       | ?              |
| Andrei Glanzmann        | ?        | ?    | ?       | ?              |
| Ion Goanta              | ?        | ?    | ?       | ?              |
| Dorin Goga              | ?        | ?    | ?       | ?              |
| Dorin Goian             | ?        | ?    | ?       | ?              |
| Gheorghe Gornea         | ?        | ?    | ?       | ?              |
| Pavel Grajdeanu         | ?        | ?    | ?       | ?              |
| Ilie Greavu             | ?        | ?    | ?       | ?              |
| Constantin Grecu        | ?        | ?    | ?       | ?              |
| Bruno Grigore           | ?        | ?    | ?       | ?              |
| Dragos Grigore          | ?        | ?    | ?       | ?              |
| Florin Grigore          | ?        | ?    | ?       | ?              |
| Nicolae Grigore         | ?        | ?    | ?       | ?              |
| Stefan Grigorie         | ?        | ?    | ?       | ?              |
| Gheorghe Grozav         | ?        | ?    | ?       | ?              |
| Leo Grozavu             | ?        | ?    | ?       | ?              |
| Gheorghe Grozea         | ?        | ?    | ?       | ?              |
| Lucian Gruin            | ?        | ?    | ?       | ?              |
| Aurel Guga              | ?        | ?    | ?       | ?              |
| Csaba Gyorffy           | ?        | ?    | ?       | ?              |
| Gheorghe Hagi           | 124      | 35   | 1983    | 2000           |
| Carol Haidu             | ?        | ?    | ?       | ?              |
| Ion Haidu               | ?        | ?    | ?       | ?              |
| Iuliu Hajnal            | ?        | ?    | ?       | ?              |
| Bujor Hălmăgeanu        | ?        | ?    | ?       | ?              |
| Ioan Halmos             | ?        | ?    | ?       | ?              |
| Ovidiu Hanganu          | ?        | ?    | ?       | ?              |
| Emanoil Hasoti          | ?        | ?    | ?       | ?              |
| Ovidiu Herea            | ?        | ?    | ?       | ?              |
| Catalin Hîldan          | ?        | ?    | ?       | ?              |
| Elemer Hirsch           | ?        | ?    | ?       | ?              |
| Balasz Hoksary          | ?        | ?    | ?       | ?              |
| Iacob Holz              | ?        | ?    | ?       | ?              |
| Nicolae Honigsberg      | ?        | ?    | ?       | ?              |
| Constantin Humis        | 2        | 1    | 1941    | 1943           |
| Adalbert Hrehuss        | ?        | ?    | ?       | ?              |
| Constantin Iancu        | ?        | ?    | ?       | ?              |
| Vasile Ianul            | ?        | ?    | ?       | ?              |
| Adrian Iencsi           | ?        | ?    | ?       | ?              |
| Adrian Ilie             | ?        | ?    | ?       | ?              |
| Silviu Ilie             | ?        | ?    | ?       | ?              |
| Ladislau Incze          | ?        | ?    | ?       | ?              |
| Vasile Ion              | ?        | ?    | ?       | ?              |
| Viorel Ion              | ?        | ?    | ?       | ?              |
| Adrian Ionescu          | ?        | ?    | ?       | ?              |
| Ion Ionescu             | ?        | ?    | ?       | ?              |
| Mihai Ionescu           | ?        | ?    | ?       | ?              |
| Nicolae Ionescu         | ?        | ?    | ?       | ?              |
| Octavian Ionescu        | ?        | ?    | ?       | ?              |
| Traian Ionescu          | ?        | ?    | ?       | ?              |
| Eugen Iordache          | ?        | ?    | ?       | ?              |
| Pompiliu Iordache       | ?        | ?    | ?       | ?              |
| Traian Iordache         | ?        | ?    | ?       | ?              |
| Vasile Iordache         | ?        | ?    | ?       | ?              |
| Nicolae Iordâchescu     | ?        | ?    | ?       | ?              |
| Anghel Iordanescu       | ?        | ?    | ?       | ?              |
| Gino Iorgulescu         | ?        | ?    | ?       | ?              |
| Silviu Iorgulescu       | ?        | ?    | ?       | ?              |
| Stefan Iovan            | ?        | ?    | ?       | ?              |
| Sevastian Iovanescu     | ?        | ?    | ?       | ?              |
| Mircea Irimescu         | ?        | ?    | ?       | ?              |
| Dumitru Ivan            | ?        | ?    | ?       | ?              |
| Marian Ivan             | ?        | ?    | ?       | ?              |
| Petre Ivan              | ?        | ?    | ?       | ?              |
| Petru Ivan              | ?        | ?    | ?       | ?              |
| Mihai Ivancescu         | ?        | ?    | ?       | ?              |
| Traian Ivanescu         | ?        | ?    | ?       | ?              |
| Zoltan Ivansuc          | ?        | ?    | ?       | ?              |
| Dezideriu Jacobi        | ?        | ?    | ?       | ?              |
| Emerich Jenei           | ?        | ?    | ?       | ?              |
| Radu Jercan             | ?        | ?    | ?       | ?              |
| Gustav Juhasz           | ?        | ?    | ?       | ?              |
| Zoltan Kadar            | ?        | ?    | ?       | ?              |
| Tiberiu Kallo           | ?        | ?    | ?       | ?              |
| Alexandru Karikas       | ?        | ?    | ?       | ?              |
| Iosif Kilianovits       | ?        | ?    | ?       | ?              |
| Giani Kirita            | ?        | ?    | ?       | ?              |
| Ioan Kiss               | ?        | ?    | ?       | ?              |
| Iuliu Kiss              | ?        | ?    | ?       | ?              |
| Iosif Klein             | ?        | ?    | ?       | ?              |
| Michael Klein           | ?        | ?    | ?       | ?              |
| Stefan Klimeck          | ?        | ?    | ?       | ?              |
| Emil Koch               | ?        | ?    | ?       | ?              |
| Elemer Kocsis           | ?        | ?    | ?       | ?              |
| Charles Kohler          | ?        | ?    | ?       | ?              |
| Alexandru Koller        | ?        | ?    | ?       | ?              |
| Stanislav Konrad        | ?        | ?    | ?       | ?              |
| Constantin Koszka       | ?        | ?    | ?       | ?              |
| Rudolf Kotormany        | ?        | ?    | ?       | ?              |
| Adalbert Kovacs         | ?        | ?    | ?       | ?              |
| Iosif Kovacs            | ?        | ?    | ?       | ?              |
| Nicolae Kovacs          | 37       | 6    | 1929    | 1937           |
| Alexandru Kozovits      | ?        | ?    | ?       | ?              |
| Ioan Kramer             | ?        | ?    | ?       | ?              |
| Ioan Krieshofer         | ?        | ?    | ?       | ?              |
| Attila Kun              | ?        | ?    | ?       | ?              |
| Marius Lacatus          | ?        | ?    | ?       | ?              |
| Dan Lacusta             | ?        | ?    | ?       | ?              |
| Eugen Lakatos           | ?        | ?    | ?       | ?              |
| Jean Lapusneanu         | ?        | ?    | ?       | ?              |
| Horatiu Lasconi         | ?        | ?    | ?       | ?              |
| Iasmin Latovlevici      | ?        | ?    | ?       | ?              |
| Costel Lazar            | ?        | ?    | ?       | ?              |
| Costin Lazar            | ?        | ?    | ?       | ?              |
| Iosif Lazar             | ?        | ?    | ?       | ?              |
| Ovidiu Lazar            | ?        | ?    | ?       | ?              |
| Pompei Lazar            | ?        | ?    | ?       | ?              |
| Gheorghe Lazareanu      | ?        | ?    | ?       | ?              |
| Alexandru Leitner       | ?        | ?    | ?       | ?              |
| Iosif Lengheriu         | ?        | ?    | ?       | ?              |
| Iosif Lereter           | ?        | ?    | ?       | ?              |
| Petre Libardi           | ?        | ?    | ?       | ?              |
| Marcel Lica             | ?        | ?    | ?       | ?              |
| Gheorghe Liliac         | ?        | ?    | ?       | ?              |
| Erik Lincar             | ?        | ?    | ?       | ?              |
| Bogdan Lobont           | ?        | ?    | ?       | ?              |
| Mircea Lucescu          | ?        | ?    | ?       | ?              |
| Srdjan Luchin           | ?        | ?    | ?       | ?              |
| Teodor Lucuta           | ?        | ?    | ?       | ?              |
| Silviu Lung             | ?        | ?    | ?       | ?              |
| Tiberiu Lung            | ?        | ?    | ?       | ?              |
| Ion Lungu               | ?        | ?    | ?       | ?              |
| Ioan Lupas              | ?        | ?    | ?       | ?              |
| Ioan Lupescu            | ?        | ?    | ?       | ?              |
| Nicolae Lupescu         | ?        | ?    | ?       | ?              |
| Danut Lupu              | ?        | ?    | ?       | ?              |
| Ionuț Luțu              | ?        | ?    | ?       | ?              |
| Dumitru Macri           | ?        | ?    | ?       | ?              |
| Iuliu Madarasz          | ?        | ?    | ?       | ?              |
| Vasile Maftei           | ?        | ?    | ?       | ?              |
| Iosif Magöry            | ?        | ?    | ?       | ?              |
| Mihail Majearu          | ?        | ?    | ?       | ?              |
| Marius Măldărășanu      | ?        | ?    | ?       | ?              |
| Vasile Manaila          | ?        | ?    | ?       | ?              |
| Dumitru Manea           | ?        | ?    | ?       | ?              |
| Nicolae Manea           | ?        | ?    | ?       | ?              |
| Cicerone Manolache      | ?        | ?    | ?       | ?              |
| Bogdan Mara             | ?        | ?    | ?       | ?              |
| Dumitru Marcu           | ?        | ?    | ?       | ?              |
| Pavel Marcu             | ?        | ?    | ?       | ?              |
| Andrei Mărgăritescu     | ?        | ?    | ?       | ?              |
| Alexandru Mari          | ?        | ?    | ?       | ?              |
| Bazil Marian            | ?        | ?    | ?       | ?              |
| Ciprian Marica          | ?        | ?    | ?       | ?              |
| Petre Marin             | ?        | ?    | ?       | ?              |
| Constantin Marinescu    | ?        | ?    | ?       | ?              |
| Florian Marinescu       | ?        | ?    | ?       | ?              |
| Laurentiu Marinescu     | ?        | ?    | ?       | ?              |
| Lucian Marinescu        | ?        | ?    | ?       | ?              |
| Alexandru Marki         | ?        | ?    | ?       | ?              |
| Florea Martinovici      | ?        | ?    | ?       | ?              |
| Ion Mateescu            | ?        | ?    | ?       | ?              |
| Adrian Matei            | ?        | ?    | ?       | ?              |
| Viorel Mateianu         | ?        | ?    | ?       | ?              |
| Rudolf Matek            | ?        | ?    | ?       | ?              |
| Alexandru Matel         | ?        | ?    | ?       | ?              |
| Dorin Mateut            | ?        | ?    | ?       | ?              |
| Alexandru Maxim         | ?        | ?    | ?       | ?              |
| Ionuț Mazilu            | ?        | ?    | ?       | ?              |
| Petre Mehedintu         | ?        | ?    | ?       | ?              |
| Andrei Mercea           | ?        | ?    | ?       | ?              |
| Alexandru Meszaros      | ?        | ?    | ?       | ?              |
| Francisc Meszaros       | 3        | 0    | 1946    | 1946           |
| Stanislas Miczinski     | ?        | ?    | ?       | ?              |
| Nicolae Mihai           | ?        | ?    | ?       | ?              |
| Marian Mihail           | ?        | ?    | ?       | ?              |
| Ion Mihailescu          | ?        | ?    | ?       | ?              |
| Vasile Mihailescu       | ?        | ?    | ?       | ?              |
| Adrian Mihalcea         | ?        | ?    | ?       | ?              |
| Gheorghe Mihali         | ?        | ?    | ?       | ?              |
| Petre Mîndru            | ?        | ?    | ?       | ?              |
| Florin Mioc             | ?        | ?    | ?       | ?              |
| Nicolae Mitea           | ?        | ?    | ?       | ?              |
| Dumitru Mitriță         | ?        | ?    | ?       | ?              |
| Iulian Miu              | ?        | ?    | ?       | ?              |
| Mihai Mocanu            | ?        | ?    | ?       | ?              |
| Sebastian Moga          | ?        | ?    | ?       | ?              |
| 'Jack' Moisescu         | ?        | ?    | ?       | ?              |
| Danut Moisescu          | ?        | ?    | ?       | ?              |
| Flavius Moldovan        | ?        | ?    | ?       | ?              |
| Viorel Moldovan         | ?        | ?    | ?       | ?              |
| Constantin Moldoveanu   | ?        | ?    | ?       | ?              |
| Ioachim Moldoveanu      | ?        | ?    | ?       | ?              |
| Petru Moldoveanu        | ?        | ?    | ?       | ?              |
| Attila Molnar           | ?        | ?    | ?       | ?              |
| Dumitru Moraru          | ?        | ?    | ?       | ?              |
| Iosif Morawetz          | ?        | ?    | ?       | ?              |
| Cosmin Moți             | ?        | ?    | ?       | ?              |
| Ion Motroc              | ?        | ?    | ?       | ?              |
| Lica Movila             | ?        | ?    | ?       | ?              |
| Gheorghe Multescu       | ?        | ?    | ?       | ?              |
| Anton Munteanu          | ?        | ?    | ?       | ?              |
| Catalin Munteanu        | ?        | ?    | ?       | ?              |
| Dorinel Munteanu        | 134      | 16   | 1991    | 2007           |
| Dumitru Munteanu        | ?        | ?    | ?       | ?              |
| Ion Munteanu            | ?        | ?    | ?       | ?              |
| Nicolae Munteanu        | ?        | ?    | ?       | ?              |
| Vlad Munteanu           | ?        | ?    | ?       | ?              |
| Gabriel Muresan         | ?        | ?    | ?       | ?              |
| Viorel Muresan          | ?        | ?    | ?       | ?              |
| Gheorghe Muresanu       | ?        | ?    | ?       | ?              |
| Dorel Mutica            | ?        | ?    | ?       | ?              |
| Adrian Mutu             | 77       | 35   | 2000    | 2013           |
| Zsolt Muzsnay           | ?        | ?    | ?       | ?              |
| Vasile Naciu            | ?        | ?    | ?       | ?              |
| Iuliu Naftanaila        | ?        | ?    | ?       | ?              |
| Nicolae Nagy            | ?        | ?    | ?       | ?              |
| Ștefan Nanu             | ?        | ?    | ?       | ?              |
| Valentin Nastase        | ?        | ?    | ?       | ?              |
| Viorel Năstase          | 2        | 0    | 1971    | 1976           |
| Constantin Nasturescu   | ?        | ?    | ?       | ?              |
| Ion Neacsu              | ?        | ?    | ?       | ?              |
| Adrian Neaga            | ?        | ?    | ?       | ?              |
| Alexandru Neagu         | ?        | ?    | ?       | ?              |
| Ionuț Neagu             | ?        | ?    | ?       | ?              |
| Valeriu Neagu           | ?        | ?    | ?       | ?              |
| Cătălin Necula          | ?        | ?    | ?       | ?              |
| Dragoș Nedelcu          | 1        | 0    | 2016    |                |
| Leonida Nedelcu         | ?        | ?    | ?       | ?              |
| Alexandru Negrescu      | ?        | ?    | ?       | ?              |
| Nicolae Negrila         | ?        | ?    | ?       | ?              |
| Mihai Nesu              | ?        | ?    | ?       | ?              |
| Petre Nica              | ?        | ?    | ?       | ?              |
| Viorel Nicoara          | ?        | ?    | ?       | ?              |
| Alexandru Nicolae       | ?        | ?    | ?       | ?              |
| Doru Nicolae            | ?        | ?    | ?       | ?              |
| Mircea Nicoleascu       | ?        | ?    | ?       | ?              |
| Radu Nicolescu          | ?        | ?    | ?       | ?              |
| Banel Nicolita          | ?        | ?    | ?       | ?              |
| Maximilian Nicu         | ?        | ?    | ?       | ?              |
| Daniel Niculae          | ?        | ?    | ?       | ?              |
| Marius Niculae          | ?        | ?    | ?       | ?              |
| Claudiu Niculescu       | ?        | ?    | ?       | ?              |
| Radu Niculescu          | ?        | ?    | ?       | ?              |
| Valeriu 'Sonny'         | ?        | ?    | ?       | ?              |
| Caius Novac             | ?        | ?    | ?       | ?              |
| Ion Nunweiller          | ?        | ?    | ?       | ?              |
| Lica Nunweiller         | ?        | ?    | ?       | ?              |
| Radu Nunweiller         | ?        | ?    | ?       | ?              |
| Albert Nuridschany      | ?        | ?    | ?       | ?              |
| Nicolae Oaida           | ?        | ?    | ?       | ?              |
| Ilie Oană               | ?        | ?    | ?       | ?              |
| George Ogararu          | ?        | ?    | ?       | ?              |
| Iacob Olaru             | ?        | ?    | ?       | ?              |
| Constantin Olteanu      | ?        | ?    | ?       | ?              |
| Marin Olteanu           | ?        | ?    | ?       | ?              |
| Stefan Onisie           | ?        | ?    | ?       | ?              |
| Daniel Oprița           | ?        | ?    | ?       | ?              |
| Costel Orac             | ?        | ?    | ?       | ?              |
| Cristian Oros           | ?        | ?    | ?       | ?              |
| Corneliu Orza           | ?        | ?    | ?       | ?              |
| Nicolae Otelean         | ?        | ?    | ?       | ?              |
| Titus Ozon              | ?        | ?    | ?       | ?              |
| Răzvan Pădurețu         | ?        | ?    | ?       | ?              |
| Gheorghe Pahontu        | ?        | ?    | ?       | ?              |
| Adalbert Pall           | ?        | ?    | ?       | ?              |
| Dan Paltinisan          | ?        | ?    | ?       | ?              |
| Constantin Pana         | ?        | ?    | ?       | ?              |
| Costel Pana             | ?        | ?    | ?       | ?              |
| Marian Pana             | ?        | ?    | ?       | ?              |
| Ion Panait              | ?        | ?    | ?       | ?              |
| Nicolae Panait          | ?        | ?    | ?       | ?              |
| Silviu Panait           | ?        | ?    | ?       | ?              |
| Daniel Pancu            | ?        | ?    | ?       | ?              |
| Basarab Nica            | ?        | ?    | ?       | ?              |
| Cristian Panin          | ?        | ?    | ?       | ?              |
| Nicolae Pantea          | ?        | ?    | ?       | ?              |
| Costel Pantilimon       | ?        | ?    | ?       | ?              |
| Paul Papp               | ?        | ?    | ?       | ?              |
| Corneliu Papura         | ?        | ?    | ?       | ?              |
| Gabriel Paraschiv       | ?        | ?    | ?       | ?              |
| Sorin Paraschiv         | ?        | ?    | ?       | ?              |
| Tudor Paraschiva        | ?        | ?    | ?       | ?              |
| Ion Pârcalab            | ?        | ?    | ?       | ?              |
| Florin Pârvu            | ?        | ?    | ?       | ?              |
| Ionel Pârvu             | ?        | ?    | ?       | ?              |
| Lazar Pârvu             | ?        | ?    | ?       | ?              |
| Mihai Pascovici         | ?        | ?    | ?       | ?              |
| Bogdan Patrascu         | ?        | ?    | ?       | ?              |
| Hans Paulini            | ?        | ?    | ?       | ?              |
| Cornel Pavlovici        | ?        | ?    | ?       | ?              |
| Dumitru Pavlovici       | ?        | ?    | ?       | ?              |
| Paul Peniu              | ?        | ?    | ?       | ?              |
| Daniel Peretz           | ?        | ?    | ?       | ?              |
| Nicolae Pescaru         | ?        | ?    | ?       | ?              |
| Ioan Petcu              | ?        | ?    | ?       | ?              |
| Mircea Petescu          | ?        | ?    | ?       | ?              |
| Florentin Petre         | ?        | ?    | ?       | ?              |
| Ovidiu Petre            | ?        | ?    | ?       | ?              |
| Marian Petreanu         | ?        | ?    | ?       | ?              |
| Dan Petrescu            | 95       | 12   | 1989    | 2000           |
| Gheorghe Petrescu       | ?        | ?    | ?       | ?              |
| Emil Petru              | ?        | ?    | ?       | ?              |
| Iosif Petschovschi      | ?        | ?    | ?       | ?              |
| Adrian Pigulea          | ?        | ?    | ?       | ?              |
| Mihai Pintilii          | ?        | ?    | ?       | ?              |
| Victor Piturca          | ?        | ?    | ?       | ?              |
| Marian Pleasca          | ?        | ?    | ?       | ?              |
| Mihaita Plesan          | ?        | ?    | ?       | ?              |
| Silviu Ploesteanu       | ?        | ?    | ?       | ?              |
| Ion Pop                 | ?        | ?    | ?       | ?              |
| Iulian Pop              | ?        | ?    | ?       | ?              |
| Cornel Popa             | ?        | ?    | ?       | ?              |
| Marian Popa             | ?        | ?    | ?       | ?              |
| Marius Popa             | ?        | ?    | ?       | ?              |
| Mircea Popa             | ?        | ?    | ?       | ?              |
| Vasile Popa             | ?        | ?    | ?       | ?              |
| Adrian Popescu          | ?        | ?    | ?       | ?              |
| Dumitru Popescu         | ?        | ?    | ?       | ?              |
| Gabriel Popescu         | ?        | ?    | ?       | ?              |
| Gheorghe Popescu        | 115      | 16   | 1988    | 2003           |
| Octavian Popescu        | ?        | ?    | ?       | ?              |
| Paul Popovici           | ?        | ?    | ?       | ?              |
| Svetozar Popovici       | ?        | ?    | ?       | ?              |
| William Possak          | ?        | ?    | ?       | ?              |
| Dan Potocianu           | ?        | ?    | ?       | ?              |
| Iulian Prassler         | ?        | ?    | ?       | ?              |
| Stefan Preda            | ?        | ?    | ?       | ?              |
| Marius Predatu          | ?        | ?    | ?       | ?              |
| Daniel Prodan           | ?        | ?    | ?       | ?              |
| Atanase Protopopescu    | ?        | ?    | ?       | ?              |
| Florin Prunea           | ?        | ?    | ?       | ?              |
| Cristian Pulhac         | ?        | ?    | ?       | ?              |
| Adalbert Püllock        | ?        | ?    | ?       | ?              |
| Marcel Puscas           | ?        | ?    | ?       | ?              |
| Ludovic Raab            | ?        | ?    | ?       | ?              |
| Ionuț Rada              | ?        | ?    | ?       | ?              |
| Marian Rada             | ?        | ?    | ?       | ?              |
| Mirel Radoi             | ?        | ?    | ?       | ?              |
| Constantin Radu         | ?        | ?    | ?       | ?              |
| Marian Radu             | ?        | ?    | ?       | ?              |
| Sergiu Radu             | ?        | ?    | ?       | ?              |
| Stefan Radu             | ?        | ?    | ?       | ?              |
| Narcis Răducan          | ?        | ?    | ?       | ?              |
| Claudiu Raducanu        | ?        | ?    | ?       | ?              |
| Marcel Raducanu         | ?        | ?    | ?       | ?              |
| Necula Raducanu         | ?        | ?    | ?       | ?              |
| Florin Raducioiu        | ?        | ?    | ?       | ?              |
| Andrei Radulescu        | ?        | ?    | ?       | ?              |
| Aurel Rădulescu         | 6        | 0    | 1978    | 1978           |
| Petre Radulescu         | ?        | ?    | ?       | ?              |
| Mihai Radut             | ?        | ?    | ?       | ?              |
| Marian Raduta           | ?        | ?    | ?       | ?              |
| Ladislau Raffinsky      | ?        | ?    | ?       | ?              |
| Gavril Raksi            | ?        | ?    | ?       | ?              |
| Cornel Râpa             | ?        | ?    | ?       | ?              |
| Gheorghe Rasinaru       | ?        | ?    | ?       | ?              |
| Răzvan Raț              | 92       | 1    | 2002    | 2013           |
| Adalbert Rech           | ?        | ?    | ?       | ?              |
| Mircea Rednic           | ?        | ?    | ?       | ?              |
| Laurentiu Reghecampf    | ?        | ?    | ?       | ?              |
| Nicolae Reuter          | ?        | ?    | ?       | ?              |
| Adalbert Ritter         | ?        | ?    | ?       | ?              |
| Iosif Ritter            | ?        | ?    | ?       | ?              |
| Corneliu Robe           | ?        | ?    | ?       | ?              |
| Mihai Roman             | ?        | ?    | ?       | ?              |
| Nicolae Roman           | ?        | ?    | ?       | ?              |
| Mihai Romila            | ?        | ?    | ?       | ?              |
| Fransisc Ronay          | ?        | ?    | ?       | ?              |
| Adrian Ropotan          | ?        | ?    | ?       | ?              |
| Adalbert Rössler        | ?        | ?    | ?       | ?              |
| Laurentiu Rosu          | ?        | ?    | ?       | ?              |
| Iosif Rotariu           | ?        | ?    | ?       | ?              |
| Mihail Rugiubei         | ?        | ?    | ?       | ?              |
| Nichita Rusen           | ?        | ?    | ?       | ?              |
| Ovidiu Sabau            | ?        | ?    | ?       | ?              |
| Robert Sadowski         | ?        | ?    | ?       | ?              |
| Adrian Salageanu        | ?        | ?    | ?       | ?              |
| Viorel Salceanu         | ?        | ?    | ?       | ?              |
| Stefan Sames            | ?        | ?    | ?       | ?              |
| Emil Sandoi             | ?        | ?    | ?       | ?              |
| Gabriel Sandu           | ?        | ?    | ?       | ?              |
| Mircea Sandu            | ?        | ?    | ?       | ?              |
| Lucian Sânmartean       | ?        | ?    | ?       | ?              |
| Cristian Sapunaru       | ?        | ?    | ?       | ?              |
| Mircea Sasu             | ?        | ?    | ?       | ?              |
| Alexandru Sătmăreanu    | ?        | ?    | ?       | ?              |
| Lajos Sătmăreanu        | ?        | ?    | ?       | ?              |
| Sabrin Sburlea          | ?        | ?    | ?       | ?              |
| Dinca Schileru          | ?        | ?    | ?       | ?              |
| Paul Schiller           | ?        | ?    | ?       | ?              |
| Constantin Schumacher   | ?        | ?    | ?       | ?              |
| Alexandru Schwartz      | ?        | ?    | ?       | ?              |
| Nicolae Selymes         | ?        | ?    | ?       | ?              |
| Tibor Selymes           | ?        | ?    | ?       | ?              |
| Gustav Semler           | ?        | ?    | ?       | ?              |
| Andrei Sepci            | ?        | ?    | ?       | ?              |
| Gratian Sepi            | ?        | ?    | ?       | ?              |
| László Sepsi            | ?        | ?    | ?       | ?              |
| Dennis Serban           | ?        | ?    | ?       | ?              |
| Vasile Seredai          | ?        | ?    | ?       | ?              |
| Gavril Serfözö          | ?        | ?    | ?       | ?              |
| Lazar Sfera             | ?        | ?    | ?       | ?              |
| Vasile Sfetcu           | ?        | ?    | ?       | ?              |
| Ioan Siclovan           | ?        | ?    | ?       | ?              |
| Nicolae Simatoc         | 8        | 0    | 1940    | 1946           |
| Vasile Simionas         | ?        | ?    | ?       | ?              |
| Iosif Slivat            | ?        | ?    | ?       | ?              |
| Viorel Smarandache      | ?        | ?    | ?       | ?              |
| Valeriu Soare           | ?        | ?    | ?       | ?              |
| Florin Soava            | ?        | ?    | ?       | ?              |
| Vasile Soiman           | ?        | ?    | ?       | ?              |
| Costel Solomon          | ?        | ?    | ?       | ?              |
| Vasile Alexandru Soo    | ?        | ?    | ?       | ?              |
| Andrei Speriatu         | ?        | ?    | ?       | ?              |
| Francisc Spielmann      | 11       | 3    | 1939    | 1949           |
| Constantin Stan         | ?        | ?    | ?       | ?              |
| Ilie Stan               | ?        | ?    | ?       | ?              |
| Razvan Stanca           | ?        | ?    | ?       | ?              |
| Eduard Stancioiu        | ?        | ?    | ?       | ?              |
| Constantin Stanciu      | ?        | ?    | ?       | ?              |
| Bogdan Stancu           | ?        | ?    | ?       | ?              |
| Constantin Stancu       | ?        | ?    | ?       | ?              |
| Nelu Stanescu           | ?        | ?    | ?       | ?              |
| Valentin Stanescu       | ?        | ?    | ?       | ?              |
| Ovidiu Stânga           | ?        | ?    | ?       | ?              |
| Dumitru Stângaciu       | ?        | ?    | ?       | ?              |
| Constantin Stănici      | ?        | ?    | ?       | ?              |
| Constantin Traian       | ?        | ?    | ?       | ?              |
| Valentin Ștefan         | ?        | ?    | ?       | ?              |
| Costica Stefanescu      | ?        | ?    | ?       | ?              |
| Petre Steinbach         | ?        | ?    | ?       | ?              |
| Rudolf Steiner I        | ?        | ?    | ?       | ?              |
| Adalbert Steiner II     | ?        | ?    | ?       | ?              |
| Bogdan Stelea           | 91       | 0    | 1988    | 2005           |
| Nicolae Sternberg       | ?        | ?    | ?       | ?              |
| Ion Stibinger           | ?        | ?    | ?       | ?              |
| Octavian Stoian         | ?        | ?    | ?       | ?              |
| Alin Stoica             | ?        | ?    | ?       | ?              |
| Dorel Stoica            | ?        | ?    | ?       | ?              |
| Pompiliu Stoica         | ?        | ?    | ?       | ?              |
| Ștefan Stoica           | ?        | ?    | ?       | ?              |
| Tudorel Stoica          | ?        | ?    | ?       | ?              |
| Flavius Stoican         | ?        | ?    | ?       | ?              |
| Eugen Stoicescu         | ?        | ?    | ?       | ?              |
| Sorin Stratila          | ?        | ?    | ?       | ?              |
| Albert Ströck           | 8        | 2    | 1922    | 1926           |
| Stefan Ströck           | ?        | ?    | ?       | ?              |
| Mircea Stroescu         | ?        | ?    | ?       | ?              |
| Ilie Subaseanu          | ?        | ?    | ?       | ?              |
| Petre Sucitulescu       | ?        | ?    | ?       | ?              |
| Alexandru Suciu         | ?        | ?    | ?       | ?              |
| Ioan Suciu              | ?        | ?    | ?       | ?              |
| Vasile Suciu            | ?        | ?    | ?       | ?              |
| Simion Surdan           | ?        | ?    | ?       | ?              |
| Romeo Surdu             | ?        | ?    | ?       | ?              |
| Ioan Suru               | ?        | ?    | ?       | ?              |
| Zoltan Szaniszlo        | 5        | 0    | 1935    | 1938           |
| Alexandru Szatmari      | ?        | ?    | ?       | ?              |
| Carol Szekely           | ?        | ?    | ?       | ?              |
| Fransisc Szekely        | ?        | ?    | ?       | ?              |
| Alois Szilagy           | ?        | ?    | ?       | ?              |
| Iosif Szilagy           | ?        | ?    | ?       | ?              |
| Andrei Szilard          | ?        | ?    | ?       | ?              |
| Iosif Szokö             | ?        | ?    | ?       | ?              |
| Cornel Talnar           | ?        | ?    | ?       | ?              |
| Iosif Tâlvan            | ?        | ?    | ?       | ?              |
| Gabriel Tamas           | ?        | ?    | ?       | ?              |
| Iulian Tames            | ?        | ?    | ?       | ?              |
| Alexandru Tanase        | ?        | ?    | ?       | ?              |
| Cristian Tanase         | ?        | ?    | ?       | ?              |
| Viorel Tanase           | ?        | ?    | ?       | ?              |
| Nicolae Tanasescu       | ?        | ?    | ?       | ?              |
| Mihai Tänzer            | 10       | 1    | 1923    | 1929           |
| Teodor Taralunga        | ?        | ?    | ?       | ?              |
| Mihai Tararache         | ?        | ?    | ?       | ?              |
| Mihai Târlea            | ?        | ?    | ?       | ?              |
| Dumitru Târtau          | ?        | ?    | ?       | ?              |
| Nicolae Tataru          | ?        | ?    | ?       | ?              |
| Gheorghe Tataru         | ?        | ?    | ?       | ?              |
| Ciprian Tatarusanu      | ?        | ?    | ?       | ?              |
| Mircea Teclu            | ?        | ?    | ?       | ?              |
| Pavel Teleki            | 1        | 0    | 1927    | 1927           |
| Florin Tene             | ?        | ?    | ?       | ?              |
| Alexandru Terhes        | ?        | ?    | ?       | ?              |
| Ioan Tesler             | ?        | ?    | ?       | ?              |
| Aurel Ticleanu          | ?        | ?    | ?       | ?              |
| Nicolae Tilihoi         | ?        | ?    | ?       | ?              |
| Daniel Timofte          | ?        | ?    | ?       | ?              |
| Ion Timofte             | ?        | ?    | ?       | ?              |
| Ion Tîrcovnicu          | ?        | ?    | ?       | ?              |
| Mihai Tirlea            | ?        | ?    | ?       | ?              |
| Bogdan Țîru             | 1        | 0    | 2016    |                |
| Augustin Todor          | ?        | ?    | ?       | ?              |
| Costica Toma            | ?        | ?    | ?       | ?              |
| Gheorghe Toma           | ?        | ?    | ?       | ?              |
| Gabriel Torje           | ?        | ?    | ?       | ?              |
| Mihai Toth              | 2        | 1    | 1946    | 1946           |
| Ioan Tóth               | ?        | ?    | ?       | ?              |
| Gheorghe Tóth-Bedö      | ?        | ?    | ?       | ?              |
| Eugen Trica             | ?        | ?    | ?       | ?              |
| Leopold Tritsch         | ?        | ?    | ?       | ?              |
| Oscar Tritsch           | ?        | ?    | ?       | ?              |
| Sorin Trofin            | ?        | ?    | ?       | ?              |
| Radu Troi               | ?        | ?    | ?       | ?              |
| Marin Tufan             | ?        | ?    | ?       | ?              |
| Viorel Turcu            | ?        | ?    | ?       | ?              |
| Adrian Ungur            | ?        | ?    | ?       | ?              |
| Nicolae Ungureanu       | ?        | ?    | ?       | ?              |
| Gheorghe Vaczi          | ?        | ?    | ?       | ?              |
| Florea Vaetus           | ?        | ?    | ?       | ?              |
| Nistor Vaidean          | ?        | ?    | ?       | ?              |
| Claudiu Vaiscovici      | ?        | ?    | ?       | ?              |
| Constantin Varga        | ?        | ?    | ?       | ?              |
| Dacian Varga            | ?        | ?    | ?       | ?              |
| Iosif Varga             | ?        | ?    | ?       | ?              |
| Moise Vass              | ?        | ?    | ?       | ?              |
| Dumitru Vetanu          | ?        | ?    | ?       | ?              |
| Iosif Vigu              | ?        | ?    | ?       | ?              |
| Petre Vîlcov            | ?        | ?    | ?       | ?              |
| Bogdan Vintilă          | ?        | ?    | ?       | ?              |
| Remus Vlad              | ?        | ?    | ?       | ?              |
| Ion Vladoiu             | ?        | ?    | ?       | ?              |
| Sorin Vlaicu            | ?        | ?    | ?       | ?              |
| Gabriel Vochin          | ?        | ?    | ?       | ?              |
| Emerich Vogl            | ?        | ?    | ?       | ?              |
| Florea Voicila          | ?        | ?    | ?       | ?              |
| Florea Voinea           | ?        | ?    | ?       | ?              |
| Marin Voinea            | ?        | ?    | ?       | ?              |
| Ion Voinescu            | ?        | ?    | ?       | ?              |
| Károly Weichelt         | 1        | -?   | 1924    | 1924           |
| Anton Weissenbacher     | 1        | 0    | 1987    | 1987           |
| Rudolf Wetzer           | 17       | 13   | 1923    | 1932           |
| Ioan Wetzer III         | ?        | ?    | ?       | ?              |
| Ion Zaharia             | ?        | ?    | ?       | ?              |
| Constantin Zamfir       | ?        | ?    | ?       | ?              |
| Mihai Zamfir            | ?        | ?    | ?       | ?              |
| Nicolae Zamfir          | ?        | ?    | ?       | ?              |
| Ion Adrian Zare         | 7        | 0    | 1984    | 1987           |
| Samuel Zauber           | 3        | 0    | 1930    | 1931           |
| Francisc Zavoda         | ?        | ?    | ?       | ?              |
| Vasile Zavoda           | ?        | ?    | ?       | ?              |
| Stere Zeana             | ?        | ?    | ?       | ?              |
| Dorel Zegrean           | ?        | ?    | ?       | ?              |
| Ion Zelenak             | ?        | ?    | ?       | ?              |
| Ianis Zicu              | 12       | 1    | 2003    | 2011           |
| Ladislau Zilahi         | ?        | ?    | ?       | ?              |
| Fransisc Zimmermann     | ?        | ?    | ?       | ?              |
| William Zombori         | 6        | -?   | 1926    | 1935           |
| Dorin Zotinca           | ?        | ?    | ?       | ?              |